# Orsinome lagenifera
Orsinome lagenifera là một loài nhện trong họ Tetragnathidae.
Loài này thuộc chi Orsinome. Orsinome lagenifera được miêu tả năm 1888 bởi Urquhart.